# Christoph Zimmermann
Christoph Zimmermann (Düsseldorf, 12 gennaio 1993) è un calciatore tedesco, difensore del Darmstadt.

## Carriera
Cresciuto nel Borussia Mönchengladbach, nel 2014 si trasferisce al Borussia Dortmund, che lo inserisce nella squadra riserve. Il 15 giugno 2017, dopo tre stagioni trascorse con i giallo-neri, passa al Norwich City, con cui firma un biennale, seguendo così l’allenatore Daniel Farke. Diventato subito titolare nel ruolo, il 15 dicembre prolunga con i Canaries fino al 2021.

## Statistiche

### Presenze e reti nei club
Statistiche aggiornate al 2 dicembre 2018.
| Stagione                      | Squadra                       | Campionato                    | Campionato | Campionato | Coppe nazionali | Coppe nazionali | Coppe nazionali | Coppe continentali | Coppe continentali | Coppe continentali | Altre coppe | Altre coppe | Altre coppe | Totale | Totale | Totale |
| Stagione                      | Squadra                       | Comp                          | Pres       | Reti       | Comp            | Pres            | Reti            | Comp               | Pres               | Reti               | Comp        | Pres        | Reti        | Pres   | Reti   |        |
| ----------------------------- | ----------------------------- | ----------------------------- | ---------- | ---------- | --------------- | --------------- | --------------- | ------------------ | ------------------ | ------------------ | ----------- | ----------- | ----------- | ------ | ------ | ------ |
| gen.-giu. 2012                | Borussia M'Gladbach II        | RL                            | 5          | 0          | -               | -               | -               | -                  | -                  | -                  | -           | -           | -           | 5      | 0      |        |
| 2012-2013                     | Borussia M'Gladbach II        | RL                            | 18         | 1          | -               | -               | -               | -                  | -                  | -                  | -           | -           | -           | 18     | 1      |        |
| 2013-2014                     | Borussia M'Gladbach II        | RL                            | 28         | 1          | -               | -               | -               | -                  | -                  | -                  | -           | -           | -           | 28     | 1      |        |
| Totale Borussia M'gladbach II | Totale Borussia M'gladbach II | Totale Borussia M'gladbach II | 51         | 2          |                 | -               | -               |                    | -                  | -                  |             | -           | -           | 51     | 2      |        |
| 2014-2015                     | Borussia Dortmund II          | 3.L                           | 27         | 0          | -               | -               | -               | -                  | -                  | -                  | -           | -           | -           | 27     | 0      |        |
| 2015-2016                     | Borussia Dortmund II          | RL                            | 29         | 2          | -               | -               | -               | -                  | -                  | -                  | -           | -           | -           | 29     | 2      |        |
| 2016-2017                     | Borussia Dortmund II          | RL                            | 29         | 0          | -               | -               | -               | -                  | -                  | -                  | -           | -           | -           | 29     | 0      |        |
| Totale Borussia Dortmund II   | Totale Borussia Dortmund II   | Totale Borussia Dortmund II   | 85         | 2          |                 | -               | -               |                    | -                  | -                  |             | -           | -           | 85     | 2      |        |
| 2017-2018                     | Norwich City                  | FLC                           | 39         | 1          | FACup+CdL       | 2+4             | 0               | -                  | -                  | -                  | -           | -           | -           | 45     | 1      |        |
| 2018-2019                     | Norwich City                  | FLC                           | 15         | 0          | FACup+CdL       | 0+4             | 0+1             | -                  | -                  | -                  | -           | -           | -           | 19     | 1      |        |
| Totale Norwich City           | Totale Norwich City           | Totale Norwich City           | 54         | 1          |                 | 10              | 1               |                    | -                  | -                  |             | -           | -           | 64     | 2      |        |
| Totale carriera               | Totale carriera               | Totale carriera               | 190        | 5          |                 | 10              | 1               |                    | -                  | -                  |             | -           | -           | 200    | 6      |        |

## Palmarès

### Club

#### Competizioni nazionali
- Football League Championship: 2

Norwich City: 2018-2019, 2020-2021